# Athetis pervicax
Athetis pervicax là một loài bướm đêm trong họ Noctuidae.